# Catecismo de la Iglesia católica

Buen pastor usado como logo del Catecismo de la Iglesia católica.

El Catecismo de la Iglesia católica (en latín: Catechismus Catholicæ Ecclesiæ, representado como CCE en las citas bibliográficas),  o catecismo universal, cuya versión oficial fue publicada en latín en 1997 contiene la exposición de la fe, doctrina y moral de la Iglesia católica, atestiguadas o iluminadas por la Sagrada Escritura, la Tradición apostólica y el Magisterio eclesiástico.
Es uno de los dos catecismos de la Iglesia universal que han sido redactados en toda la historia, por lo que es considerado como la fuente más confiable sobre aspectos doctrinales básicos de la Iglesia católica. La redacción de este catecismo, junto con la elaboración del nuevo Código de Derecho Canónico, el Código de Derecho de las Iglesias Orientales católicas y el Compendio de Doctrina Social de la Iglesia católica representan algunos de los documentos más importantes resultado de la renovación iniciada en el Concilio Vaticano II y que se han convertido en textos de referencia sobre la Iglesia católica y en documentos transcendentales para la historia de la Iglesia contemporánea. El Catecismo de la Iglesia católica es un instrumento de derecho público para la Iglesia católica, es decir, es un documento que puede ser consultado, citado y estudiado libremente por todos los integrantes de la Iglesia para aumentar el conocimiento con respecto a los aspectos fundamentales de la fe. De la misma manera es el texto de referencia oficial para la redacción de los catecismos católicos en todo el mundo.

## Historia
Como parte de las actividades realizadas por el vigésimo aniversario de la clausura del Concilio Vaticano II, el papa Juan Pablo II convocó a la II Asamblea General Extraordinaria del Sínodo de los Obispos, del 24 de noviembre al 8 de diciembre de 1985. Como parte de las conclusiones de ese evento, el Sínodo pidió al Obispo de Roma que se organizara la redacción de un Catecismo de toda la doctrina católica para que fuese punto de partida de todos los catecismos de las Iglesias locales y además fuese instrumento de derecho público para la Iglesia Universal, que expusiera con rigor todos los aspectos de la doctrina, expusiera claramente los principios de la moral y la liturgia; siendo a la vez ameno en su lenguaje y adaptado a los tiempos modernos. Atendiendo el deseo del Sínodo en 1986 el Obispo de Roma convocó a una comisión de doce obispos liderada por el entonces cardenal Joseph Ratzinger (que tras la muerte de Juan Pablo II sería elegido papa) para preparar el proyecto del Catecismo. Esta primera comisión, apoyada por un grupo de otros siete obispos expertos en Teología y Catequesis, fueron nombrados para apoyar a la Comisión.
Ellos abrieron la consulta a toda la Iglesia a través de todos los obispos católicos y los institutos de teología y de catequesis. Durante seis años se estuvieron revisando las aportaciones de la Iglesia mundial, a la par que se iniciaban los trabajos de redacción. Se realizaron nueve versiones del texto, incluyendo las modificaciones de teólogos y expertos de todo el mundo.
San Juan Pablo II declaró que se puede decir que el Catecismo es fruto de toda la colaboración del episcopado de la Iglesia católica.[cita requerida]
El equipo de redactores quedó compuesto así: de la parte de la confesión de fe se responsabilizaron el arzobispo Estepa (España) y el obispo Maggiolini (Italia); de los sacramentos, el obispo Jorge Medina Estévez (Chile) y el arzobispo Karlic (Argentina); y de la parte moral, el arzobispo Honoré (Francia) y el obispo Konstant (Inglaterra). Más tarde se decidió dedicar una parte del Catecismo a la oración, y se optó porque la redacción se encomendara a un sacerdote católico del Líbano, el padre Jean Corbon.
El 11 de octubre de 1992 se publica en francés el Catecismo de la Iglesia católica como una exposición oficial de las enseñanzas de la Iglesia católica, por autoridad del papa Juan Pablo II. Su versión en español tiene el ISBN 968605674 de esta primera versión. En el año de 1993 una nueva comisión, liderada nuevamente por Joseph Ratzinger, se encargó de recibir las numerosas modificaciones recibidas de todo el mundo de esta primera versión con el fin de redactar en latín el texto definitivo, proyecto concluido con la publicación de la versión latina oficial el 15 de agosto de 1997, fruto de una labor de más de diez años donde participaron muchos miembros de la Iglesia Universal.

### Versión oficial en español
Fue traducida y preparada por teólogos y catequetas, presidido por el Arzobispo José Manuel Estepa Llaurens con colaboración del arzobispo Estanislao Esteban Karlic y el obispo Jorge Medina Estévez, y fueron  miembros del grupo: Antonio Cañizares Llovera (Obispo de Ávila), Manuel del Campo Guilarte (Director del Secretariado Nacional de Catequesis de España), Mariano Herranz Marco y César Augusto Franco Martínez.
Según los datos de publicación, las citas bíblicas han sido tomadas principalmente de la primera  edición española (1967) de la Biblia de Jerusalén editada por Editorial Descleé de Brouwer, S.A. de Bilbao (España), y para la tapa principal se usó como logotipo una lápida sepulcral cristiana de Domitila (Roma) de origen pagano que representa a Jesucristo como buen pastor.

## Estructura
El Catecismo se encuentra estructurado de la manera en que tradicionalmente se han estructurado los catecismos católicos: Teología Dogmática, Teología Litúrgica, Teología Moral y Teología Mística. La primera parte se llama "La Profesión de la fe", y toma como eje central el Credo cristiano. La segunda parte se llama  "La celebración del Misterio cristiano", se basa en la Gracia santificante (ontológica) conferida por los siete sacramentos instituidos por el Mesías (incluye una breve mención a los sacramentales instituidos por la Iglesia católica) como pilar de su explicación. La tercera se llama "La Vida en Cristo", la cual aborda el estudio de la moral y presenta el Decálogo. La cuarta y última parte se llama "La Oración cristiana", que expone cómo un cristiano ora. Por la oración se reciben las gracias actuales para hacer el bien y el camino que Dios le quiere mostrar, a ejemplo de la oración del Señor: El Padre Nuestro.
Cada parte está dividida en dos secciones, la primera sección es introductoria, general, mientras que la segunda parte analiza el Credo, los Sacramentos, los mandamientos y el Padre Nuestro.
El catecismo actual contiene, además:
- La Carta Apostólica Laetamur Magnopere, para aprobar la edición típica latina oficial del Catecismo.[9]
- La Constitución apostólica Fidei depositum, escrita por Juan Pablo II aplicando el Concilio Ecuménico Vaticano II y el deseo del Sínodo de los Obispos de 1986 proclamando la versión inicial del Catecismo.